# نسوية العابرات

رمز يُستخدم للتعبير عن نسوية العابرات.

عرّفت الباحثة الناشطة إيمي كوياما نسوية العابرات على أنها: «حركة من قبل ومن أجل النساء العابرات جنسيًا اللاتي ينظرن إلى تحررهن على أنه يرتبط ارتباطًا جوهريًا بتحرر جميع النساء، وأبعد من ذلك». تشير كوياما إلى أن الحركة «منفتحة أيضًا لأحرار الجنس (الكُويريين) الآخرين، وثنائيي الجنس، والرجال العابرين، والنساء غير العابرات، والرجال غير العابرين، وغيرهم ممن يتعاطفون مع احتياجات النساء العابرات، ويعتبرون تحالفهم مع النساء العابرات ضروريًا لتحررهم». عُرفت نسوية العابرات بشكل أعم على أنها «مقاربة للنسوية تسترشد بسياسات العابرات».
نُشر في عام 2006 أول كتاب عن نسوية العابرات، «حركات النسوية المتشكلة/للعابرات: أصوات جهورة لنسويات عابرات»، وحررته كريستا سكوت ديكسون، عن طريق مطبعة سوماش.
هناك «مبدآن أساسيان لنسوية العابرات» التي تعيش وفقا لها كل نسوية عابرة، وتود اتباعها، كما يرغب بذلك جميع الأفراد، وفقا لإيمي كوياما. أولاً، صرحت كوياما بأنه لا ينبغي السماح لجميع الناس بأن يعيشوا حياتهم الخاصة بالطريقة التي يختارونها وتعريف أنفسهم بالطريقة التي يشعرون أنها صحيحة وحسب، ولكن يجب أن يحترمهم المجتمع بسبب أصالتهم وتفردهم. ويشمل حق كل فرد في التعبير الجندري دون خوف من الانتقام. ينص مبدأ كوياما الثاني على أن لكل فرد كامل الحق، وهو الوحيد الذي يتمتع بهذا الحق، في التحكم الكامل بجسده. لن يكون هناك أي شكل من أشكال السلطة -السياسية أو الطبية أو الدينية أو غير ذلك- يمكن أن يلغي قرارات أي شخص فيما يتعلق بجسده ورفاهيته، ويكون استقلاله الذاتي في يد هذا الشخص الوحيد تمامًا.

## لمحة تاريخية
من بين الأصوات المبكرة في الحركة كيت بورنستاين، مؤلفة كتاب «تجريم النوع الاجتماعي: على الرجال والنساء وبقيتنا» عام 1994، وساندي ستون. نشرت كريستا سكوت ديكسون وجوليا سيرانو، أعمالًا عن نسوية العابرات، في القرن الحادي والعشرين.
أُنشئ موقع Transfeminism.org في عام 2000 للترويج لمشروع مختارات أدبية عن نسوية العابرات، من تأليف ديانا كورفانت وإيمي كوياما. كُرس الموقع في المقام الأول، لتقديم مفهوم نسوية العابرات إلى الأوساط الأكاديمية، وإيجاد الأشخاص الذين يعملون في مشاريع نسوية العابرات وربطهم، من خلال مختارات تحمل الاسم نفسه. بحثت كوياما وكورفانت عن نسويات عابرات أخريات لزيادة التعريف بهن. كان المقصود من المختارات تقديم الحركة لجمهور كبير. أدى استخدام كورفانت للكلمة (منذ 1992) في حدث يال وفي السير الذاتية المرتبطة به، والمشاركة في Transfeminism.org إلى جعلها مخترع المصطلح. نسبت كورفانت الفضل إلى دهاء كوياما في أمور الإنترنت، باعتباره السبب وراء الاعتراف والاهتمام بموقع transfeminism.org ومصطلح نسوية العابرات. لم يعد هذا الموقع نشطًا على عنوان الويب transfeminism.org؛ إذ أُرشف منذ ذلك الحين.
استخدم باتريك كاليفيا المصطلح في الطباعة في عام 1997، وما زال هذا أول استخدام معروف في الطباعة خارج الدورية. من الممكن، بل ومن المحتمل أن يكون المصطلح قد صيغ بشكل مستقل مرارًا قبل عام 2000 (أو حتى قبل أول استخدام مزعوم من قبل كورفانت في عام 1992)، واكتسب المصطلح زخمًا فقط بعد عام 1999.
ربما صاغت جيسيكا كزيفير -وهي إحدى معارف كورفانت- المصطلحَ بشكل مستقل عندما استخدمته لتقديم مقالاتها، في أواخر عام 1999. كتبت إيمي كوياما «بيان نسوية العابرات» واسع الانتشار، في وقت قريب من إطلاق الموقع الإلكتروني، وساعد ذلك مع مشاركتها النشطة في المناقشات الأكاديمية على الإنترنت، في نشر المصطلح. تدقق نساء البشرات الملونة والمثليات ونساء الطبقة العاملة وأخريات في فكرة -أن جميع النساء يشاركن تجربة مشتركة- في العقود القليلة الماضية. يسأل العديد من الأشخاص من مغايري النوع الاجتماعي أيضًا عن معنى النوع الاجتماعي، ويتحدون النوع الاجتماعي باعتباره واقعة بيولوجية. تصر النسويات العابرات على الاعتراف بخبراتهن الفريدة على أنها جزء من المجال النسوي.
تضم نسوية العابرات، جميع الموضوعات الرئيسية للموجة النسوية الثالثة، بما في ذلك التنوع، وصورة الجسد، وتعريف الذات، ودور المرأة. نسوية العابرات ليست مجرد دمج اهتمامات العابرات/العابرين مع النسوية، لكن تشمل أيضًا تحليلًا نقديًا للموجة النسوية الثانية من منظور الموجة الثالثة. تنتقد نسوية العابرات، مثل كل الحركات النسوية، المفاهيم الذكورية السائدة، وتحتج بأن المرأة تستحق المساواة في الحقوق. تشترك نسوية العابرات في المبدأ الموحد مع الحركات النسوية الأخرى، بأن النوع الاجتماعي هو مركب اجتماعي أبوي يستخدم لاضطهاد النساء. إذ استخدم الكثيرون مصطلح العابرين لوصف مغايري النوع الاجتماعي، في تلميح إلى ضراوة العابرين. يصنف نيكولاس بيرنز نسوية العابرات على أنها «نسوية تعرّف مصطلح العابرين بطريقة متباينة بنحو كامل».
كان الطريق إلى مشروعية مفهوم نسوية العابرات مختلفًا وأكثر تشويشًا عن الحركات النسوية الأخرى. كان على النساء العابرات المهمشات إثبات أن احتياجاتهن مختلفة وأن النسوية السائدة لا تتحدث بالضرورة من أجلهن. كررت كوياما هذا في بداية «بيان نسوية العابرات» قائلة إنه كلما تحدثت مجموعة مهمشة من النساء، بدأت النسويات الأخريات في سؤال من يمثلن، وما هي معتقداتهن.

## المقارنة مع الحركات النسوية الأخرى

### أسس مشتركة
المبدأ الأساسي للحركة النسوية، هو أن البيولوجيا لا تتساوى ويجب ألا تتساوى مع القدر. تلعب فكرة -أن المرأة ينبغي ألّا تُقيد بالأدوار الجندرية التقليدية- دورًا رئيسًا في جميع الحركات النسوية. تتوسع نسوية العابرات عن هذا الفرضية، لتجادل أنه لا ينبغي على الناس بشكل عام أن يُحصروا بمعايير الجنس/النوع الاجتماعي.
استكشفت النسويات بشكل تقليدي، حدود معنى أن تكون المرأة مرأة. تجادل النسويات العابرات، أن العابرات والنسويات منسجمات النوع الاجتماعي يجابهن وجهات نظر المجتمع التقليدية حول الجنس والنوع الاجتماعي بطرق مماثلة. تقدم نظرية تحرير مغايري النوع الاجتماعي إلى النسوية وجهةَ نظر جديدة يمكن من خلالها النظر إلى النوع الاجتماعي على أنه تركيب اجتماعي يقدم معنى جديدًا للنوع الاجتماعي.

### الاختلافات
على الرغم من أوجه التشابه، هناك أيضًا اختلافات بين نسوية العابرات والعديد من أشكال الحركات النسوية الأخرى. على سبيل المثال، تتناقض نسوية العابرات تناقضًا صارخًا مع صلب الموجة النسوية الثانية. غالبًا ما تنتقد النسويات العابرات أفكار جماعة الأخوات العالمية، ويتوافقن أكثر مع تعددية الجوانب، ومع تقدير الموجة الثالثة السائدة لتنوع تجربة النساء.
بالإشارة إلى تجربتهن المشتركة، تتحدى العديد من النسويات العابرات بشكل مباشر، فكرة أن الأنوثة هي تركيب اجتماعي بالكامل. وينظرن -بدلًا من ذلك- إلى النوع الاجتماعي على أنه مجموعة متعددة الأوجه من الصفات الجوهرية والاجتماعية المتنوعة. على سبيل المثال، يوجد أشخاص عابرو النوع الاجتماعي وأشخاص منسجمو النوع الاجتماعي، يعبّرون عن أنفسهم بطرق تختلف عن توقعات المجتمع للذكورة والأنوثة. ولأن هذا يؤثر بشدة على كيفية قيام الشخص بتجربة نوعه الاجتماعي وتوضيحه، وأيضًا على مكانته داخل النظام الأبوي، فإن النسويات العابرات يجادلن بأن التعبير الذكوري/الأنثوي، مفهوم مهم يستحق التحقيق النسوي، لمقارنته ومناقضته مع كل من الجنس المعين والهوية الجندرية.